# Valencia (Venezuela)
 For alternative betydninger, se Valencia (flertydig). (Se også artikler, som begynder med Valencia)
Valencia er en storby i Venezuela, og hovedstad i staten Carabobo.
Byen har 1,2 mio. indbyggere.
- Wikimedia Commons har flere filer relateret til Valencia (Venezuela)

10°10′N 68°00′V / 10.17°N 68°V